# Pachyrhizus ahipa
Pachyrhizus ahipa là một loài thực vật có hoa trong họ Đậu. Loài này được (Wedd.) Parodi miêu tả khoa học đầu tiên.